# Romano Prodi
Romano Prodi (Scandiano, 9 agosto 1939) è un politico, economista e dirigente d'azienda italiano, Presidente della Commissione europea dal 1999 al 2004, Presidente del Consiglio dei ministri della Repubblica Italiana per due volte (dal 1996 al 1998 e dal 2006 al 2008) e una delle figure centrali della cosiddetta Seconda Repubblica.
Soprannominato Il Professore per la sua carriera accademica, è stato docente universitario di economia e politica industriale all'Università di Bologna, ministro dell'industria, del commercio e dell'artigianato nel governo Andreotti IV (1978-1979), presidente dell'IRI dal 1982 al 1989 e dal 1993 al 1994, presidente della Commissione europea dal 1999 al 2004 (Commissione Prodi) e dal 17 gennaio al 6 febbraio 2008 ministro della giustizia ad interim.
Fondatore e leader de L'Ulivo, dal 23 maggio 2007 è stato presidente del comitato nazionale per il Partito Democratico, e con la fondazione di quest'ultimo ne è stato Presidente dell'Assemblea Costituente Nazionale dal 14 aprile 2007 al 16 aprile 2008.
Il 1º settembre 2008 ha creato la Fondazione per la Collaborazione tra i Popoli. Dal 12 settembre 2008 presiede il gruppo di lavoro ONU-Unione Africana sulle missioni di peacekeeping in Africa. Nell'ottobre 2012 è stato nominato inviato speciale del segretario generale delle Nazioni Unite per il Sahel. Dal 21 febbraio 2014 è presidente dell'International advisory board (Iab) di UniCredit. Collabora come editorialista con Il Messaggero.

### Attività politica e amministrativa

Prodi (a sinistra) con Sandro Pertini (al centro) e Giulio Andreotti (a destra) nel 1978

### Esordi in politica

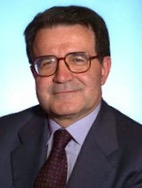
Romano Prodi nel 1996

#### Nascita de L'Ulivo

Romano Prodi, candidato Presidente del Consiglio per L'Ulivo, insieme a Lamberto Dini, Presidente del Consiglio uscente e Massimo D'Alema, Segretario del Partito Democratico della Sinistra, nel 1996

### Primo governo Prodi

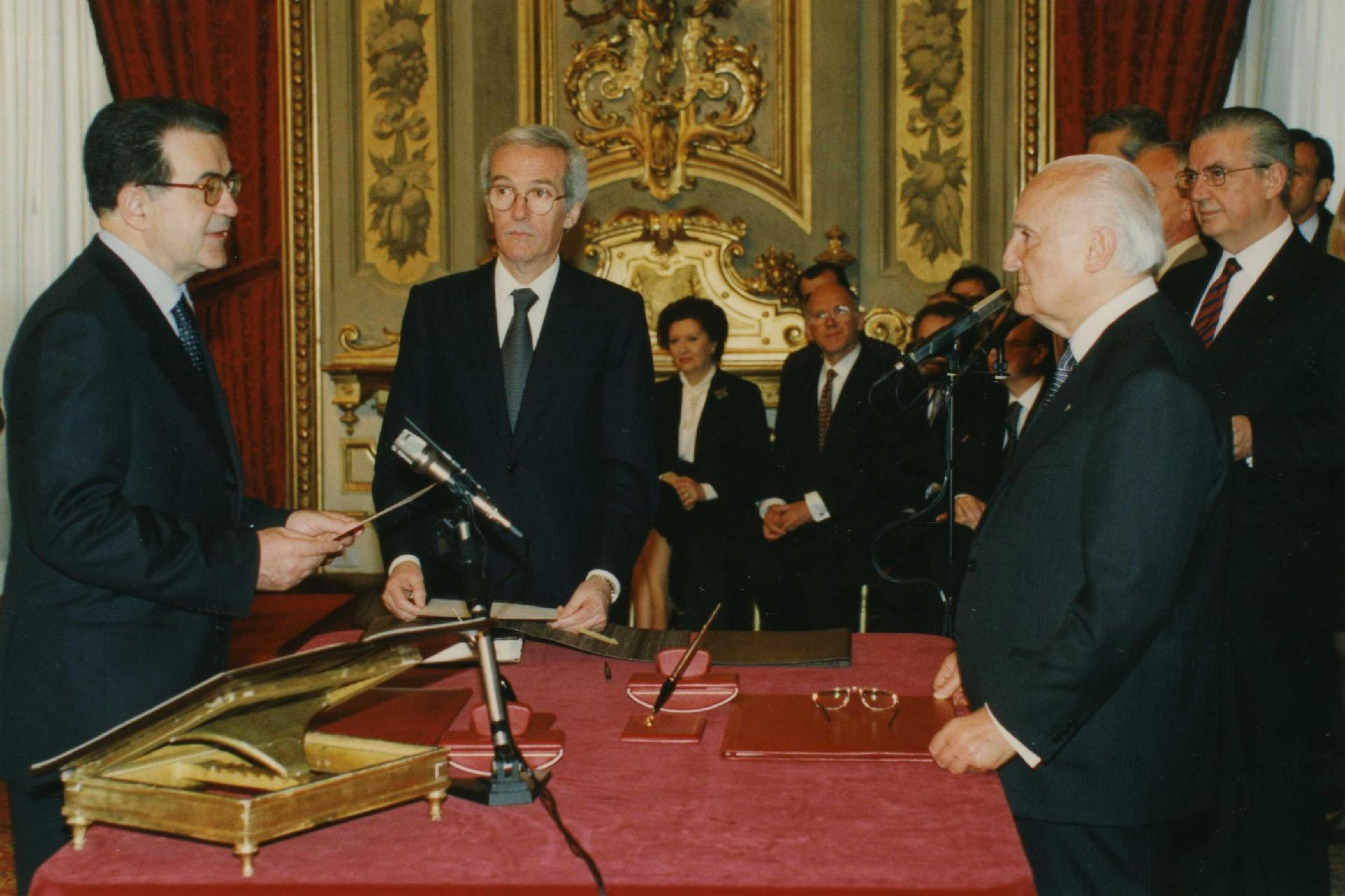
Giuramento di Romano Prodi per il suo primo incarico come Presidente del Consiglio nelle mani di Oscar Luigi Scalfaro

### Commissione europea e ritorno in Italia

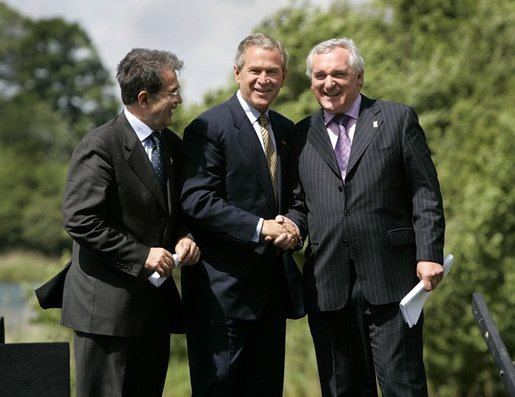
Romano Prodi, George Bush e Bertie Ahern nel 2004

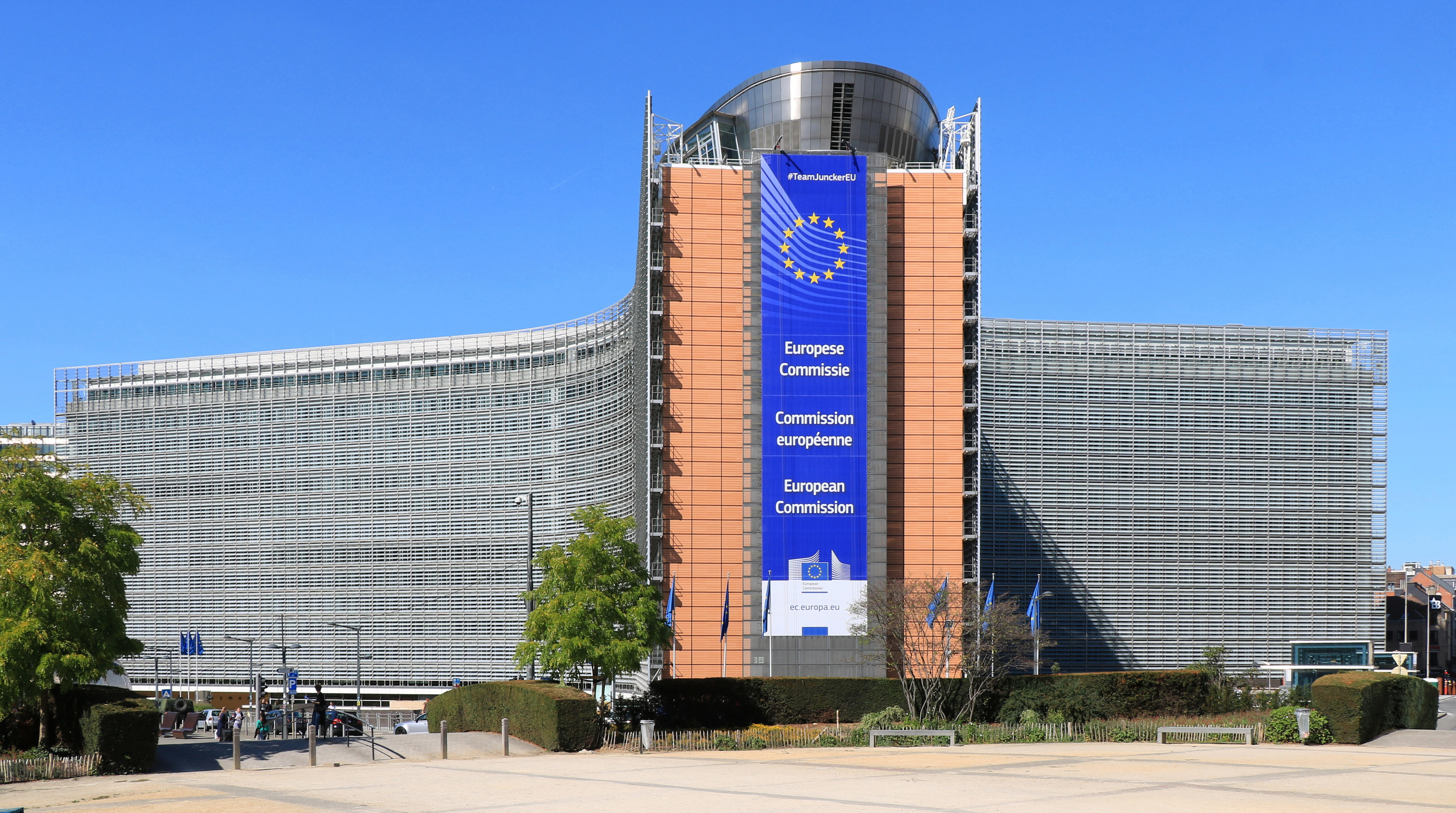
Palazzo Berlaymont, sede della Commissione europea.

#### Elezioni politiche del 2006

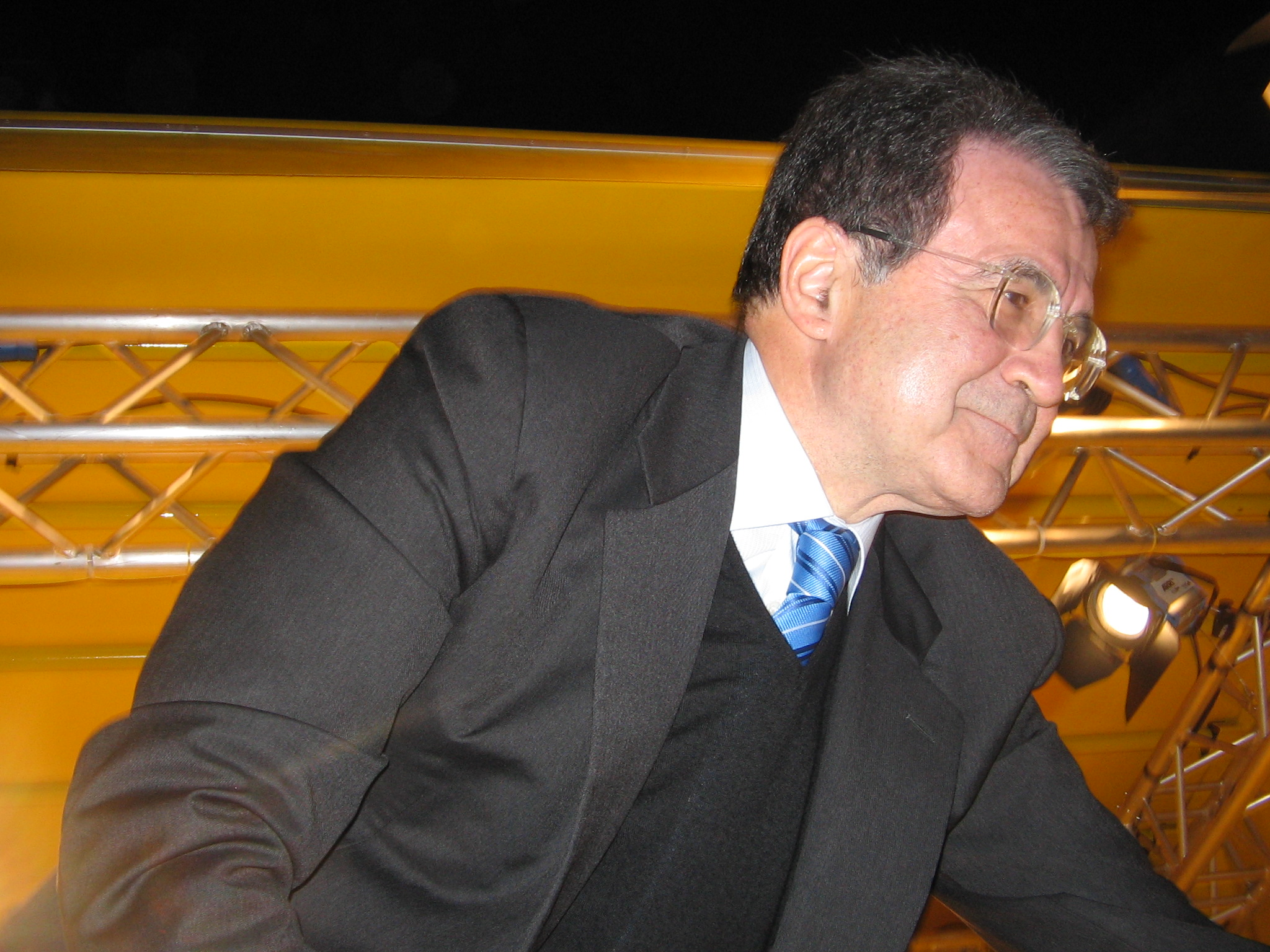
Romano Prodi al comizio di Bari, durante la campagna elettorale per le "politiche" del 2006

#### Secondo governo

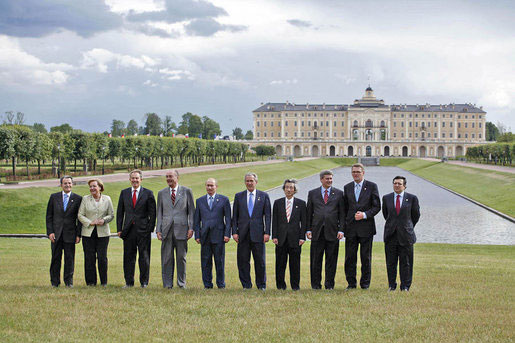
Romano Prodi al 32° G8 del 2006 a San Pietroburgo in Russia

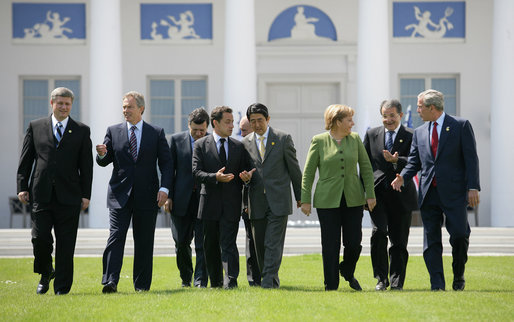
Romano Prodi al 33º vertice G8 a Heiligendamm 2007

## Biografia